# Жорж Батай
Жорж Батай (на френски: Georges Bataille) е френски философ и писател.

## Биография
Роден е на 10 септември 1897 г. в Бийом, провинция Оверн, Франция, в семейството на Жозеф-Аристид Батай, бирник (по-късно ослепява и се парализира поради невросифилис) и Антоанет-Агле Турнар. Една година след раждането му семейството се мести в Реймс, където е кръстен.
Посещава училище в Реймс, а по-късно и в Еперне. През 1914 г. става католик и остава отдаден католик за 9 години. Обмисля дори да стане свещеник и посещава за кратко католическа семинария. Все пак напуска, за да може да помага на майка си. В крайна сметка се отказва от християнството в началото на 20-те години.
През 1924 г. завършва Екол де Шарт. Тогава започва да сътрудничи на националната библиотека. Между 1929 и 1930 г. е редактор на списанието „Documents“.
Умира на 9 юли 1962 година в Париж на 64-годишна възраст.

## Идеи
Батай прави прочит на концепцията за господар-роб от Георг Хегел през Ницше.
Той развива идеята за базовия материализъм (основно значение според Ауди) в края на 20-те и началото на 30-те години, за да скъса с главното течение на тогавашния материализъм. Той твърди, че концепцията за активна базисна материя, която разрушава опозицията по-горе и по-долу дестабилизира всички основи. В някакъв смисъл тази концепция е подобна на неутралния монизъм на Спиноза, при който имаме субстанция, която включва в себе си и ума и материята, постулирани от Рене Декарт.
Написаната през 1949 г. „Прокълната част“ се приема за едно от най-важните му произведения. В него той прави систематично, икономическо и социално, изследване на приеманото за „разход“. Между 1943 и 1945 г. Батай публикува три трактата – „Вътрешният опит“, „Виновният“ и „Върху Ницше, воля за късмет“, в които поставя основите на своята идея за излишък или „ексцес“, изхождайки от по-ранното изследване на Марсел Мос върху даряването.

## Рецепция
След смъртта на Жорж Батай през 1962 г. неговите творби дълго време остават познати на тесен кръг интелектуалци. Още приживее бил слабо признат от литературната критика, а Маргьорит Дюрас, която му отдава почит през 1958 г. в статията си „За Жорж Батай“, посочва: „Критиката се страхува от името на Батай. Годините минават: хората продължават да живеят с илюзията, че един ден най-сетне ще могат да говорят за Батай... Те ще умрат, без да посмеят, в изключителната загриженост за репутацията си, да се изправят лице в лице с бика.“ Въпреки признанието, отдадено му от малка група интелектуалци в двумесечното списание „La Ciguë“, през януари 1958 г., в книжка, изцяло посветена на Батай, с подписите на много автори, включително на Рьоне Шар, Маргарит Дюрас, Жан Фотрие, Мишел Лерис, Андре Малро, Андре Масон, Жан Вал, и специалния брой на списание „Critique“ през 1963 г., което е крайъгълен камък, тъй като събира на едно място подписите на Ролан Барт, Морис Бланшо, Жан Брюно, Мишел Фуко, Пиер Клосовски, Мишел Лерис, Андре Масон, Алфред Метро, Жан Пиел, Реймон Кьоно, Филип Солерс, Жан Вал, едва през 1972 г. Батай е по-широко признат благодарение на групата Tel Quel, и по-специално благодарение на Филип Солерс, който ръководи Колоквиума в Сериси около Батай и Антонен Арто, чиито стенограми се публикуват година по-късно. Едва след това Батай се издига на висока почит в авангардните и ъндърграунд среди, включително бива въздигнат от Сюзън Зонтаг, която внимателно прочита произведенията на Батай и хвали „Мадам Едуарда“ и „История на окото“ (тя е една от първите, които сравняват „История на окото“ с книгата на Полин Реаж „Историята на О“).

## Личен живот
През 1927 г. Батай се запознава със Силвия Маклес, румънска еврейка, родена във Франция, актриса, завършила Академията на Шарл Дюлен. Сключват брак на 20 март следващата година. Разделят се през 1934 г., а през 1938 г. тя вече живее с психоаналитика Жак Лакан, който по това време е женен и има едно дете. Разводът с Батай юридически идва през 1946 г. Силвия Маклес сключва брак с Лакан през 1953 г.
От 1934 г. Батай има връзка с поетесата Колет Пеньо, подписваща творбите си с псевдонима Лаура. Жертва на „предполагаема дементна криза“, тя е хоспитализирана в клиниката на доктор Вайл, баща на Симон Вайл, и след това при доктор Адриен Борел, психиатър и приятел на Батай. През лятото на 1935 г. тя започва да живее с Батай. Колет Пеньо умира от туберкулоза на 35-годишна възраст през 1938 г. Малко преди да умре, тя пише на Батай: „Мразех живота ни, често исках да се спася, да се оттегля сама в планината.“ Погребана е в гробището на Фурко, в труден за идентифициране гроб, увенчан от чемшир, изсечен във формата на „L“. Малко преди ковчегът да бъде затворен, Мишел Лейрис пъха в него пет зара, „символ на съдбата, която държим в ръката си“, а Жорж Батай хвърля върху останките няколко страници от „Бракосъчетанието на Рая и Ада“ от Уилям Блейк.
През 1946 г. Батай сключва брак с принцеса Диана Кочубей дьо Боарне (която към датата на женитбата си с Батай носи името Диана Снопко, запазила фамилията на първия си съпруг). На 1 декември 1948 г. им се ражда дъщеря – Жули. Диана е внучка на Дария Боарне, правнучка на херцог Евгений Лойхтенбергски по майчина линия и на княз Михаил Кочубей по бащина.